# Alessandra Comini
Alessandra Comini (24 de noviembre de 1934) es una historiadora del arte, diseñadora gráfica, conservadora de museo, escritora, y feminista estadounidense. Ha desarrollado actividades académicas y científicas en profesorado de historia del arte, y hoy como profesora emérita distinguida, en la Universidad Metodista del Sur.
Con competencias en música e idiomas, así como en historia del arte, Comini aporta un enfoque interdisciplinario a sus investigaciones sobre las artes, tanto en Austria como en Alemania a comienzos del siglo XX, un enfoque particularmente adecuado para las formas de arte integradas de fines del siglo XIX en Viena.

## Biografía
Alessandra Comini es nativa de Winona (Minnesota).Hija de Megan Laird y de Raiberto Comini, pasó sus primeros años entre Barcelona, Milán y Dallas. En 1956, recibió su B.A. por la Barnard College; en 1964, su M.A. por la Universidad de California, Berkeley; y, en 1969, su Ph.D. por la  Universidad de Columbia. Su defensa de disertación doctoral, escrita bajo la supervisión de Theodore Reff, se desarrolló sobre el retrato de Egon Schiele.
En 1974, empezó trabajos de investigación y docencia con la historiadora del arte Eleanor Tufts, en la Universidad Metodista del Sur. Juntas, desarrollaron enfoques feministas compartidos hacia el arte e hicieron un hogar compartido en Dallas. Tuft falleció en 1991.

## Carrera
Mientras enseñaba en Columbia, entre 1965 y 1974, se convirtió en una de las fundadoras de la Camarilla de Mujeres del Arte en 1972.
Enseñó en la Universidad Metodista del Sur, desde 1974 hasta 2005. Y, en 1967, fue profesora invitada en la Universidad de California, Berkeley; y, en 1973, en la Universidad Yale. Comini, distinguida profesora dieciséis veces por sus estudiantes, Comini se desempeñó como Humanista Residente Alfred Hodder en la Universidad de Princeton (1972-1973) y fue nombrada profesora distinguida visitante en el Centro Europeo de Investigación en Humanidades de la Universidad de Oxford (1996).
Celebrada por sus conferencias públicas, ingeniosas, eruditas y convincentes; así, ha sido demandada como oradora invitada a nivel nacional e internacional. Como ponente interdisciplinaria, dio varias conferencias en los simposios de Leipzig Gewandhaus, la Ópera de Santa Fe, y para las Orquestas Sinfónicas de Indianápolis y Dallas. 
En 1990, Comini recibió la Gran Condecoración de Honor por los Servicios, a la República de Austria, en reconocimiento a sus contribuciones a la cultura germánica.
En 2014, se dedicó a la escritura de ficción y publicó seis novelas de misterio de asesinato en la historia del arte en la serie Megan Crespi:
- The Schiele Slaughters, Santa Fe, Sunstone Press. ISBN 978-1-63293-025-5
- The Kokoschka Capers, Santa Fe, Sunstone Press, 2015. ISBN 978-1-63293-077-4
- The Munch Murders, Santa Fe, Sunstone Press, 2016. ISBN 978-1-61139-448-1
- The Kokoschka Capers, Santa Fe, Sunstone Press, 2015. ISBN 978-1-63293-077-4
- The Munch Murders, Santa Fe, Sunstone Press, 2016. ISBN 978-1-63293-103-0
- The Kollwitz Calamities, Santa Fe, Sunstone Press, 2016. ISBN 978-1-63293-157-3
- The Kandinsky Conundrum, Santa Fe, Sunstone Press, 2018. ISBN 978-1-63293-213-6
- The Mahler Mayhem, Santa Fe, Sunstone Press, 2019. The Beethoven Boomerang, Santa Fe, Sunstone Press, 2020. ISBN 978-1-63293-247-1
- The Beethoven Boomerang, Santa Fe, Sunstone Press, 2020. ISBN 978-1-63293-309-6

La "Neue Galerie Museum de arte alemán y austriaco", de Nueva York, encargó a Comini que curara su exitosa exposición "Retratos de Egon Schiele" (2014–15).

## Honores

### Galardones y distinciones
- 1975: su libro Egon Schiele’s Portraits (1974) fue nominado para el National Book Award,

- 1976: recibió el Galardón de la Asociación de Arte Universitario de Libros Charles Rufus Morey

- su texto The Changing Image of Beethoven: A Study in Mythmaking (1987) fue una aplicación pionera de la historia de la recepción de imágenes.[3]
- 1995: premio Women’s Caucus for Art, Lifetime Achievement.
- 1996: premio de la Iglesia metodista unida Académico/Docente del Año
- 2002: nominación al Texas Hall of Fame.
- 2005: Comini Lecture Series, Universidad Metodista del Sur.
- 2010: medalla de Honor, Veteranas Feministas de Norteamérica.
- 2011: premio Distinguida Alumna, Barnard College.
- 2012: Simposio Internacional, Neulengbach, Austria, "Alessandra Comini und Neulengbach"[10]
- 2018: honor al Mérito, de Oro, por Servicios al Estado de Baja Austria.

## Obra

### Algunas publicaciones
En un resumen estadístico derivado de escritos de y sobre Alessandra Comini barca unos 250 trabajos.
- Schiele in Prison, Greenwich, New York Graphic Society, 1973. ISBN 0-8212-0537-4

- Egon Schiele's Portraits, Berkeley, University of California Press, 1974, 1990. ISBN 0-520-01726-9 (nueva edición, 2014, Santa Fe, Sunstone Press ISBN 978-1-63293-012-5)

- Gustav Klimt , Nueva York, George Braziller, 1975 (ediciones francesa, alemana y holandesa; reeditado en 1986, 1990, 1994, 2001) ISBN 0-8076-0805-X

- Egon Schiele, New York, George Braziller, 1976 (ediciones italiana, francesa, alemana, y neerlandesa; reeditado en 1986, 1994, 2001) ISBN 0-8076-0819-X

- The Fantastic Art of Vienna, New York, Alfred A. Knopf, 1978. ISBN 0-394-50263-9 (nueva edición 2016, Santa Fe, Sunstone Press ISBN 978-1-63293-153-5)

- "The Visual Brahms: Idols and Images," Arts Magazine, 1979

- "The Age of Goethe Today: Of Plum Trees, Painters, Pianists, and Pamphleteers," Arts Magazine, 1988

- The Changing Image of Beethoven: A Study in Mythmaking, New York, Rizzoli, 1987, nueva edición 2008, Santa Fe, Sunstone Press ISBN 0-8478-0617-0

- "Gender or Genius?  The Women Artists of German Expressionism," Feminism and Art History: Questioning the Litany, Norma Broude & Mary D. Garrard, eds. New York, Harper & Row, 1982.  ISBN 0-06-430525-2

- "Nordic Luminism and the Scandinavian Response to Impressionism," World Impressionism, Norma Broude, ed. New York, H. N. Abrams, 1990. ISBN 0-8109-1774-2

- "Siegesallee und Salome," Kunst und Politik in den entscheidenden Jahren von Richard Strauss, Leipzig, Gewandhaus, 1991

- "Kollwitz in Context: The Formative Years," Käthe Kollwitz, Elizabeth Prelinger, ed. New Haven, Yale University Press, 1992. ISBN 0-300-05729-6

- "Violetta And Her Sisters," Violetta And Her Sisters: The Lady of the Camellias, Responses to the Myth, Nicholas John, ed. London, Faber and Faber, 1994. ISBN 0-571-16665-2

- "Toys in Freud’s Attic," Picturing Children: Construction of Childhood between Rousseau and Freud, Marilyn Brown, ed. Burlington, VT, Ashgate, 2002. ISBN 0-7546-0277-X

- In Passionate Pursuit—A Memoir, New York, George Braziller, Inc., 2004. ISBN 0-8076-1523-4 (nueva edición 2016, Santa Fe, Sunstone Press ISBN 978-1-63293-140-5)

- Egon Schiele: Portraits, Alessandra Comini ed. "Egon Schiele: Redefining Portraiture in the Age of Angst," Múnich, Prestel, 2014. ISBN 978-3-7913-5419-4

- "The Two Gustavs: Klimt, Mahler, and Vienna’s Golden Decade, 1887-1907," Naturlauf: Scholarly Journals toward Gustav Mahler, Essays in Honour of Henry-Louis de La Grange for His 90th Birthday, Paul-André, ed. New York, Peter Lang Publ. Inc. 2015. ISBN 978-1-43312530-0

### Series de Megan Crespi
- Killing for Klimt, Santa Fe, Sunstone Press, 2014. ISBN 978-1-63293-025-5

- The Schiele Slaughters, Santa Fe, Sunstone Press, 2015. ISBN 978-1-63293-025-5

- The Kokoschka Capers, Santa Fe, Sunstone Press, 2015. ISBN 978-1-63293-077-4

- The Munch Murders, Santa Fe, Sunstone Press, 2016.  ISBN 978-1-61139-448-1

- The Kollwitz Calamities, Santa Fe, Sunstone Press, 2016. ISBN 978-1-63293-157-3

- The Kandinsky Conundrum, Santa Fe, Sunstone Press, 2018. ISBN 978-1-61139-542-6
- The Mahler Mayhem, Santa Fe, Sunstone Press, 2019. The Beethoven Boomerang, Santa Fe, Sunstone Press, 2020. ISBN 978-1-63293-247-1
- The Beethoven Boomerang, Santa Fe, Sunstone Press, 2020. ISBN 978-1-63293-309-6

### Introducciones
- Paula Modersohn-Becker (1980).  Metuchen, ed. The Letters and Journals of Paula Modersohn-Becker (en inglés estadounidense). tradujo y anotó J. Diane Radycki. Introducción de Alessandra Comini. N. Jersey, & Londres: The Scarecrow Press, Inc. ISBN 0-8108-1344-0.